# مردانی که به بزها خیره می‌شوند
مردانی که به بزها خیره می‌شوند (به انگلیسی: The Men Who Stare at Goats) فیلمی در ژانر کمدی و جنگی است. این فیلم محصول سال ۲۰۰۹ ایالات متحده آمریکا است.

## خلاصه داستان
خبرنگاری به اسم «باب ویلتون» در کشور عراق با سربازی آمریکایی به اسم لیم آشنا می‌شود که ادعا می‌کند عضو یک گروه سری از ارتش آمریکا در این کشور بوده‌است و از نیروهای ماورای طبیعی در مأموریت‌هایشان استفاده کرده‌اند.